# Leandro Freire
Leandro Freire de Araújo (Presidente Prudente, 21 agosto 1989) è un calciatore brasiliano, difensore svincolato.

## Caratteristiche tecniche
È un difensore centrale che può essere impiegato sull'out di destra.